# AES/EBU
AES/EBU (Audio Engineering Society/European Broadcasting Union), també anomenada AES3, és una interfície de comunicació (estandarditzada) pensada per transmetre en temps real senyals digitals d'àudio, sense compressió, entre dispositius d'àudio que compleixen els requisits de la interfície.

## Història
Durant la dècada dels 70 l'enregistrament d'àudio digital es trobava a una etapa experimental, els fabricants de hardware van començar a desenvolupar interfícies digitals per interconnectar equips. En aquesta etapa això no suposava cap problema a causa del fet que la quantitat d'equips d'àudio digital en ús era petit i quasi tots el sistemes d'àudio digital es feien servir de manera aïllada a estudis privats.
Fins a la data la interfície més amplament emprada era SDIF-2 de Sony, aquesta interfície feia servir tres cables coaxials que transportaven el canal dret, l'esquerra i el senyal de sincronisme (clock). SDIF-2 era molt fiable per al transport a curta distància però, per a les estacions radiotransmisores i els usuaris de grans instal·lacions d'àudio, cada cop s'evidenciava més la necessitat de:
- treballar amb un sol cable
- treballar amb grans distàncies de cable
- afegir informació addicional a transmetre

A principis de 1980, l'AES va formar un grup de treball amb la tasca de dissenyar aquesta nova interfície, aquest grup estava format per experts en l'àmbit de l'àudio digital i entitats relacionades amb la difusió i es van fixar cinc criteris de disseny:
- 1.Només faci servir un cable.
- 2. La transmissió de dades sigui serie i capaç d'assolir grans distàncies amb la mínima interferència.
- 3.Sigui capaç de transportar fins a 24 bits de dades d'àudio
- 4.Permeti dades auxiliars dels senyals d'àudio com la freqüència de mostreig, etc.
- 5.Sigui de fàcil adaptació a la infraestructura actual.

### Primera especificació de AES/EBU
En octubre de 1984, en la convenció de l'AES a Nova York, el grup de treball va presentar l'avantprojecte anomenat AES3. Aquesta especificació, AES3-1985, va ser enviada a l'ANSI (American National Standards Authority) als EUA, a la European Broadcasting Union a Europa i a la EIAJ al Japó. Cadascun d'aquests organismes van realitzar petites modificacions a la interfície per estandarditzar-la. És a partir d'aquests moment quan es dona a conèixer com AES/EBU.
Usuaris d'AES/EBU van experimentar relativament pocs problemes i la interfície va tornar a ser amplament emprada a equips i instal·lacions d'àudio professional, l'únic problema digne de menció va ser causat pels circuits integrats de consum, dissenyats per treballar amb la interfície S/PDIF (molt semblant a AES/EBU), als anomenats equips professionals. Inicialment va causar molts problemes d'interconnexió però finalment es va arribar a un bon enteniment.

### Segona especificació de AES/EBU
El 1992 un petit nombre de millores, suggerides pels usuaris de la interfície, van ser incorporades per la AES i la EBU com una segona edició.

## Especificacions hardware (connexions)
Pel transport de les dades cal:
- Balancejat: 3 conductors de 110 ohms amb parell trenat apantallat i connector XLR (AES3).
- No balancejat: 2 conductors de 50 ohms o 75 ohms de cable coaxial i connector BNC (AES3id).
- No balancejat: 2 conductors de 75 ohms de cable coaxial i connector RCA (S/PDIF).

També existeix la versió amb fibra òptica i connector F05 (vegeu l'estàndard IEC 60958) per àudio de consum.

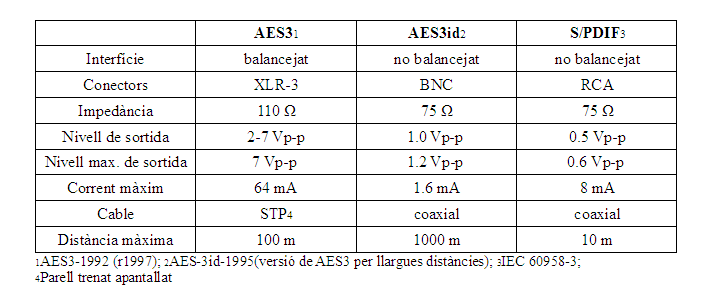
Comparativa de la capa de transport

## Especificacions del protocol (format de les dades)
La interfície AES/EBU va ser inicialment dissenyada pel transport de dades d'àudio digital sense compressió PCM, encara que a causa de la seva morfologia en pot transportar altres tipus de senyals com DAT a 48 kHz o format CD a 44,1 kHz. La portadora pot llavors transportar senyals a diferents freqüències de mostreig gràcies al fet que recupera el senyal de rellotge mitjançant codificació BMC.

Representació simple de l'estructura del corrent de dades de AES/EBU i S/PDIF

### Estructura
L'estructura de més baix nivell dintre d'un corrent de dades AES/EBU s'anomena subframe i consta d'una paraula de 32 bits (anomenats time slots). Aquesta paraula conté tres tipus d'informació: dades d'àudio (el valor d'una mostra d'un canal codificat en, com a màxim, 24 bits), dades d'informació del senyal transportat i dades auxiliars. Els subframes s'agrupen per parelles (mostra del canal esquerre + mostra del canal dret) formant frames. Finalment s'empaqueten 192 frames formant les estructures de més alt nivell anomenades audio blocks.

### Format dels subframes

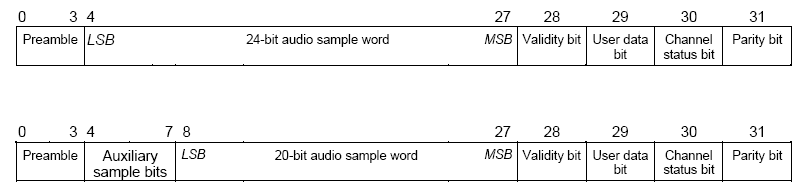
Format dels subframes

- Time slots 0-3 (preamble): porten una de les tres combinacions de bits permeses pel protocol anomenada preamble, pot ser tipus "X" que indica començament de frame, tipus "Y" que indica que es tracta del segon subframe o tipus "Z" que indica inici d'un audio block. Per altra banda amb el preamble també es recupera el senyal de rellotge mitjançant el mètode de codificació NRZ.
- Time slots 4-27: porten la mostra d'àudio codificada en Complement a dos, el bit més significatiu és el 27. Quan la mostra es codifica amb 24 bits el bit menys significatiu és el 4, mentre que, quan la mostra es codifica amb 20 bits o menys el bit menys significatiu és el 8. En aquest últim cas els bits 4-7 s'empren per portar informació auxiliar.
- Time slot 28: bit de validació, indica si la informació del subframe s'ha de convertir a àudio analògic (amb valor '1' no es converteix).
- Time slot 29: bit d'usuari, en principi aquest bit es fa servir per transmetre dades fraccionades del que es transporta, com pot ser la pista o l'instant de temps. Això pot variar depenent dels valors dels bits d'estat de canal (time slot 30) de tot l'audio block.
- Time slot 30: bit d'estat de canal, tots els bits d'estat de canal de tots els subframes formen dues paraules de 192 bits, una per canal. Aquests 192 bits s'agrupen en 24 paraules de 8 bits o dit d'altre forma en 24 bytes. Aquests bytes porten la informació d'estat del canal (freqüència de mostreig, senyal mono o estèreo, ...) en funció de l'ordre d'arribada.
- Time slot 31: bit de paritat, es fa servir per detectar errors.

### Format dels frames
Els frames es componen únicament de dos subframes, el ritme al que es transmeten els frames correspon exactament amb la freqüència de mostreig de la font.
El primer subframe normalment comença amb preamble "X"(time slots 0-3 de cada subframe), ara bé aquest preamble canvia a "Z" cada 192 frames. Això defineix l'audio block emprat per organitzar la informació d'estat del canal. El segon subframe sempre comença amb preamble "Y".

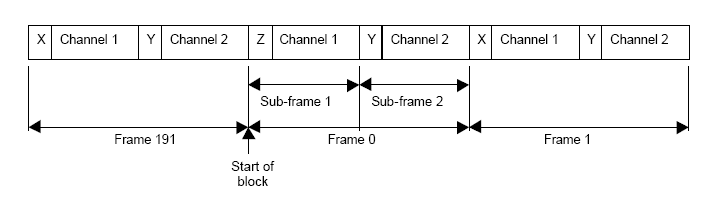
Format dels frames